# Жуїз-ді-Фора
Жуїз-ді-Фора (порт. Juiz de Fora) — муніципалітет в Бразилії, входить до складу штату Мінас-Жерайс. Є складовою частиною мезорегіону Зона-да-Мата. Входить до економічно-статистичного мікрорегіону Жуїз-ді-Фора. Населення становить 540 756 чоловік (станом на 2022 рік). Займає площу 1 435,749 км².

## Уродженці
- Даніель Корреа Фрейтас (1994—2018) — бразильський футболіст.
- Томас Жагуарібе (*1993) — бразильський футболіст.

## Галерея

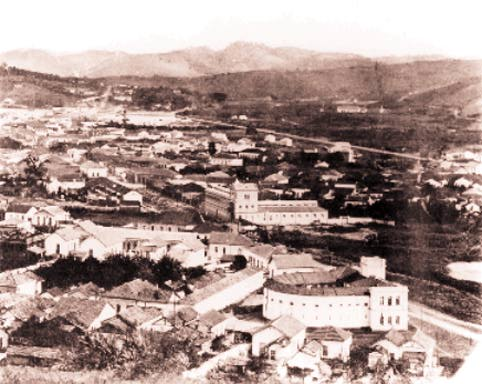
Жуїз-ді-Фора у 1898 році
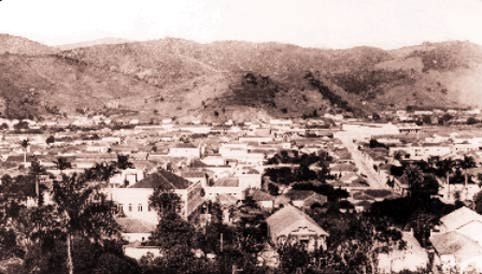
Жуїз-ді-Фора у 1907 році
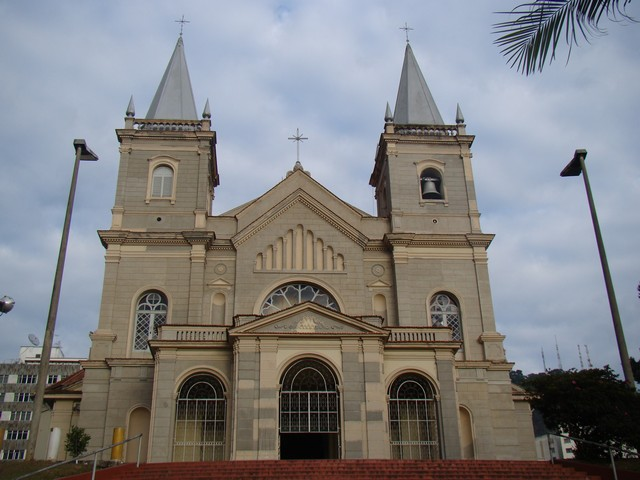
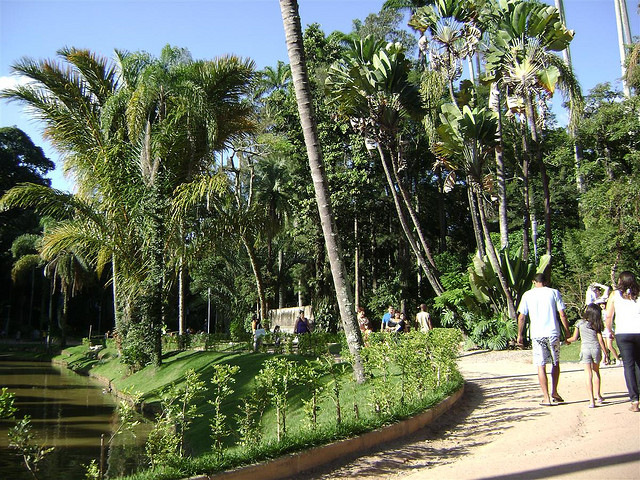